# マイケル・ベリーマン
マイケル・ベリーマン（Michael Berryman,  1948年9月4日 - ）は、アメリカ合衆国の俳優である。

## 来歴
様々なホラー映画やB級映画へ出演し、本国アメリカでカルト的な人気を誇るベリーマンは、1948年にカリフォルニア州ロサンゼルスに生まれる。父親は神経外科医だった。また、ベリーマン自身は生まれた当初から外胚葉異形成症を患っていた。役者として活動を始める前は、花屋で働いており、1975年に映画『ドクサベージの大冒険』で役者として映画デビュー。また同年、ジャック・ニコルソンが主演でダニー・デヴィート、クリストファー・ロイドらが共演したドラマ映画『カッコーの巣の上で』へも出演している。
1977年にウェス・クレイヴンが監督したホラー映画『サランドラ』への出演を機に、SF映画やホラー映画、ファンタジー映画などへ多く出演するようになった。ちなみに同作品では核実験場跡地に住む奇形の殺人鬼プルートを怪演し、作品自体もカルト的な人気を誇っている。2006年にリメイク『ヒルズ・ハブ・アイズ』が製作されたがベリーマン自身は出演していない。テレビドラマでは『新スタートレック』や『Xファイル』、『アルフ』 等の人気シリーズへも出演した。昨今では、アメリカ国内で行われるコミコンやコンベンションなどのゲストとして来場することも多く、ファンを喜ばせている。

## 出演作品

### 映画
- ドクサベージの大冒険 Doc Savage: The Man of Bronze (1975)
- カッコーの巣の上で One Flew Over the Cuckoo's Nest (1975)
- サランドラ The Hills Have Eyes (1977)
- 続・男と女 Un autre homme, une autre chance (1977)
- The Fifth Floor (1978)
- Co-Ed (1980)
- インキュバス 死霊の祝福 Deadly Blessing (1981)
- ロック・エイリアンの冒険 Voyage of the Rock Aliens (1985)
- ジェシカ/ 超次元からの侵略 Invitation to Hell (1984)
- サランドラ II The Hills Have Eyes Part II (1984)
- ときめきサイエンス Weird Science (1985)
- サバイバル・ショット/ 恐怖からの脱出 Inferno in diretta (1985)
- マイ・サイエンス・プロジェクト My Science Project (1985)
- 地獄の武装都市/ 復讐のターミネーター Armed Response (1986)
- スタートレックIV 故郷への長い道 Star Trek IV: The Voyage Home (1986)
- グレート・バーバリアン The Barbarians (1987)
- ハイウェイマン The Highwayman (1987) ※テレビ映画
- Off the Mark (1987)
- ケニー・ロジャース・アズ・ザ・ギャンブラー　パートⅢ　ザ・レジェンド・コンティニューズ Kenny Rogers as The Gambler, Part III: The Legend Continues (1987)
- 新・14日の土曜日 Saturday the 14th Strikes Back (1988)
- スタートレックV 新たなる未知へ Star Trek V: The Final Frontier (1989)
- 未来警察マッド・ポリス Aftershock (1990)
- クライシス2050 Solar Crisis (1990)
- ドリーム・セメタリー/ 悪夢の情事 Haunting Fear (1990) ※ビデオ作品
- Evil Spirits (1990)
- ガイバー Guyver (1991)
- Wizards of the Demon Sword (1991)
- ミラクルマスター II/L.A.時空大戦 Beastmaster 2: Through the Portal of Time (1991)
- Teenage Exorcist (1991)
- The Secret of the Golden Eagle (1991)
- Little Sister (1992)
- Auntie Lee's Meat Pies (1992)
- ダブル・ドラゴン Double Dragon (1994)
- スパイ・ハード Spy Hard (1996)
- リアル・ブラッド Mojave Moon (1996)
- Gator King (1997)
- Rebel Yell (2000)
- Two Heads Are Better Than None (2000)
- The Storyteller (2005)
- デビルズ・リジェクト マーダー・ライド・ショー2 The Devil's Rejects (2005)
- バイオクリーチャー・ライジング The Absence of Light (2006)
- Fallen Angels (2006)
- 真夜中の同乗者 Penny Dreadful (2006)
- エド・ゲイン Ed Gein: The Butcher of Plainfield (2007) ※ビデオ映画
- Dead Man's Hand (2007)
- ZANKOKU 残酷 Brutal (2007)
- エンド・オブ・ウォー Brother's War (2009)
- スマッシュ・カット Smash Cut (2009)
- OUTRAGE/ 全員標的 Outrage (2009)
- アイス・オブ・ザ・デッド Necrosis (2009)
- ザ・テナント The Tenant (2010)
- マスカレード Maskerade (2010)
- Satan Hates You (2010)
- Scooby-Doo! Curse of the Lake Monster (2010) ※テレビ映画
- フローズン・ライター Below Zero (2011)
- Cut (2011)
- ロード・オブ・セイラム The Lords of Salem (2012)
- セルフ・ストレージ Self Storage (2013)
- アーミー・オブ・ザ・ダムド Army of the Damned (2013)
- Apocalypse Kiss (2014)

### テレビドラマ
- Likely Stories, Vol. 3 (1983)
- 1st & Ten (1985)
- Highway to Heaven (1985, 1987)
- 俺たち賞金稼ぎ!!フォール・ガイ The Fall Guy (1986)
- What a Country (1987)
- 新スタートレック Star Trek: The Next Generation (1988)
- アルフ Alf (1988)
- ハリウッド・ナイトメア Tales from the Crypt (1991)
- Xファイル X-File (1995)
- Noi siamo angeli (1997)
- Honey, I Shrunk the Kids: The TV Show (1998)
- Hell's Kitty (2012, 2013)
- Hell Hunters (2015)